# Суковкін Микола Іосафович
Суковкін Микола Іосафович (рос. Суковкин Никола́й Иоаса́фович, 5 липня 1861 — травень 1919) — російський офіцер і державний діяч, смоленський і київський губернатор, сенатор.

## Життєпис
Православний. Походив зі спадкових дворян Курської губернії. Землевласник Воронезької та Курської губерній (мав 3765 десятин).
Син полковника гвардії Іоасафа Петровича Суковкіна і Катерини Миколаївни Стремоухової.
Після закінчення Олександрівського ліцею в 1881 році з чином IX класу, вступив на службу юнкером у Кавалергардський полк. У 1883 році склав офіцерський іспит при 2-му військовому Костянтинівському училищі і було надано звання корнета.
Пізніше в тому ж році вийшов у запас як гвардійський кавалерист, був зарахований до Міністерства юстиції й поступив на службу в канцелярію 1-го департаменту Сенату. Крім того, обирався депутатом дворянства Льговського повіту (1887—1893), почесним мировим суддею Льговського (1888—1895) і Курського (1895—1901) повітів, а також Курським повітовим маршалком шляхти (1892—1901).
У 1902 році було надано посаду дійсного статського радника та надано камергера. У наступному році був призначений Тамбовським віцегубернатором, а в 1905 р. — призначений Смоленським губернатором. У 1912 році був переведений на ту ж посаду в Київську губернію та надане шталмейстерство. Був почесним мировим суддею Київського міського округу.
19 серпня 1915 р. призначений сенатором, присутнім у 2-му департаменті Сенату.
У травні 1919 року був розстріляний в Києві місцевою ЧК.

## Нагороди
- 1896 р. — медаль «В пам'ять царювання імператора Олександра III»;
- 1897 р. — медаль «За працю по першому загальному перепису населення»;
- 1902 р. — Орден Святого Володимира 3-го ст.;
- 1903 р. — перський орден Лева і Сонця 1-го ст.;
- 1904 р. — Орден Святого Станіслава 1-го ст.;
- 1906 р. — Орден Святої Анни 1-го ст.;
- 1911 р. — Орден Святого Володимира 2-го ст.;
- 1912 р. — Найвища подяка;
- 1913 р. — медаль «В пам'ять 300-річчя царювання дому Романових»;